# Clifton Adams
Pour les articles homonymes, voir Adams.
Clifton Adams, né le 1er décembre 1919 à Comanche, et mort le 7 octobre 1971 à San Francisco, est un écrivain américain spécialisé dans le roman western, également auteur de quelques romans policiers. Il a publié quelques titres sous les pseudonymes Clay Randall, Jonathan Gant et Matt Kincaid.

## Biographie
Après des études supérieures à l’Université d'Oklahoma, il devient un temps batteur de jazz professionnel avant de se consacrer uniquement à l’écriture.
Il amorce sa carrière littéraire en publiant à partir de 1948 des dizaines de nouvelles westerns dans des pulps spécialisés dans ce genre. En 1952, il publie The Colonel’s Lady. L’année suivante, il fait une première tentative dans le roman policier avec Whom Gods Destroy, un récit sur le trafic illicite d'alcool et les bootleggers de l'Oklahama, puis, sous le pseudonyme de Jonathan Gant, La Fringale (1957), sur l'évasion mouvementée d'un tueur. En 1953, il fait toutefois paraître Le Desperado, son western le plus célèbre, qui le convainc de poursuivre dans ce genre. Traduit en plusieurs langues et adapté au cinéma en 1954 par Thomas Carr, ce roman raconte l'histoire tragique de Tall Cameron, un jeune révolté qui devient peu à peu un desperado. Clifton Adams donnera une suite aux aventures de cet anti-héros avant d'écrire une trentaine d'autres westerns, dont certains paraissent après sa mort abrupte, causée par une crise cardiaque en 1971.
Trois de ses textes ont été adaptés au cinéma, et un, à la télévision.

## Œuvre

### Romans

#### Série westernTall Cameron, le desperado
- The Desperado (1953) Publié en français sous le titre Le Desperado, Paris, Gallimard, Série noire no 529, 1959 ; réédition, Paris, Gallimard, La Poche noire no 20, 1967 ; réédition, Paris, Gallimard, Carré noir no 355, 1980
- A Noose for the Desperado (1953) Publié en français sous le titre Tall Cameron, Paris, Librairie des Champs-Élysées, coll. Masque-Western no 50, 1971

#### Autre westerns
- The Colonel’s Lady (1952)
- Two-Gun Law (1954)
- Gambling Man (1955) Publié en français sous le titre Le Fils du hors-la-loi, Paris, Librairie des Champs-Élysées, coll. Masque-Western no 44, 1970
- Law of the Trigger (1956)
- Killer in Town (1959)
- Stranger in Town (1962), version allongée de la nouvelle homonyme
- The Legend of Lonnie Hall (1963) Publié en français sous le titre La Légende de Lonnie Hall, Paris, Dupuis, coll. Galop no 27, 1968 Publié en français dans une autre traduction sous le titre Le Justicier fantôme, Paris, Librairie des Champs-Élysées, coll. Masque-Western no 175, 1977
- The Moolight War (1963)
- Reckless Men (1963)
- The Dangerous Days of Kiowa Jones (1964)
- Hogan’s Way (1964)
- The Hottest Fourth of July in the History of Hangtree County (1964) Publié en français sous le titre La Loi, c’est moi, Paris, Librairie des Champs-Élysées, coll. Masque-Western no 14, 1968
- Doomsday Creek (1965)
- The Hottest Day in Hangtree County (1965)
- The Grabhorn Bounty (1966) Publié en français sous le titre Mise à prix 10.000$, Paris, Librairie des Champs-Élysées, coll. Masque-Western no 243, 1981
- Shorty (1966) Publié en français sous le titre La Loi du flingue, Paris, Gallimard, Série noire no 1098, 1967
- A Partnership With Death (1967) Publié en français sous le titre La Parole est aux colts, Paris, Gallimard, Série noire no 1188, 1968
- The Most Dangerous Profession (1968), roman posthume Publié en français sous le titre Un foutu métier, Paris, Gallimard, Série noire no 1267, 1969
- Tragg’s Choice (1969) Publié en français sous le titre Du rif pour le shérif, Paris, Gallimard, Série noire no 1330, 1970
- Dude Sherriff (1970)
- The Last Days of Wolf Garnett ou Outlaw Destiny(1970) Publié en français sous le titre Les Derniers Jours du loup, Paris, Gallimard, Série noire no 1424, 1971
- The Badge and Harry Cole (1971) Publié en français sous le titre L’Insigne noir, Paris, Gallimard, Série noire no 1502, 1972
- Biscuit-Shooter (1971)
- Concannon (1972), roman posthume Publié en français sous le titre Les rails sont rouges, Paris, Gallimard, Série noire no 1595, 1973
- Rogue Cowboy (1972), roman posthume
- Hassle and the Medicine Man (1973), roman posthume Publié en français sous le titre Le Temps des charlatans, Paris, Gallimard, Série noire no 1651, 1974
- Lawman’s Badge (1973), roman posthume
- The Hard Time Bunch (1973), roman posthume Publié en français sous le titre La Chasse aux loups, Paris, Librairie des Champs-Élysées, coll. Masque-Western no 122, 1974
- Hard Times for Arnie Smith (1974) , roman posthume
- Day of the Gun (1984), roman posthume

#### Romans policiers
- Whom Gods Destroy (1953)
- Death's Sweet Song (1955)

#### Série westernAmos Flaggsignée Clay Randall
- Lawman (1964)
- High Gun ou Amos Flagg – High Gun (1965)
- Amos Flagg Rides Out (1967) Publié en français sous le titre Alerte au Texas, Paris, Librairie des Champs-Élysées, coll. Masque-Western no 56, 1971
- Bushwhacked (1967)
- Amos Flagg Has His Day (1969)
- The Killing of Billy Jowett (1969) Publié en français sous le titre La Mort de Billy Jowett, Paris, Librairie des Champs-Élysées, coll. Masque-Western no 155, 1976
- Amos Flagg: Showdown (1969)

#### Autres romans signés Clay Randall
- Six-Gun Boss (1953)
- Boomer (1957)
- When Oil Ran Red (1957)
- The Oceola Kid (1963) Publié en français sous le titre Pour l'amour d'une métisse, Paris, Librairie des Champs-Élysées, coll. Masque-Western no 150, 1976
- Hardcase for Hire (1964)

#### Westerns signés Matt Kincaid
- Hardcase (1958)
- The Cold Killers (1965)
- Hand and Rattle (1967)
- Star of Evil (1971)
- Gun of Vengeance (1972), roman posthume
- Once an Outlaw  (1973), roman posthume

#### Romans policiers signés Jonathan Gant
- Never Say No to a Killer (1956) Publié en français sous le titre La Fringale, Paris, Gallimard, Série noire no 369, 1957
- The Long Vendetta (1963)

### Nouvelles

#### Recueil de nouvelles
- War Whoop and Battle Cry (1968), en collaboration avec Clay Fisher, T.V. Olsen et Luke Short

#### Nouvelles isolées
- Empire of Broken Gunmen (1948)
- Rusty Guns (1948)
- They Think of Home (1948)
- Glory Gloves (1948)
- Big Men Die Hard (1948)
- Boss of Purgatory’s Pipeline (1948)
- Hot Oil – Cold Death! (1948)
- Stop-Off in Devil’s Creek (1948)
- A Man to March in Front (1948)
- Scalptrail Bonanza (1948)
- Good Night for a Hanging (1948)
- Read, Wiling, and Deadly! (1948)
- There’s Doom in His Holsters ou There’s Hell in His Holsters (1948)
- Here Dirt in Your Face! (1948)
- One Against a Gunhawk Horde (1948)
- Stand-Off at Hell’s End (1948)
- Ten-Count Leather (1948)
- Operation Crossroads (1948)
- Who’ll Die for the Double-Cross Queen? (1948)
- The Dutchman’s Guns (1948)
- Blood Buys a Black-Gold Empire (1949)
- Deep Hole (1949)
- The Devil’s Smoky Stepsons (1949)
- Colt Corpse-Maker! (1949)
- Three Hombres from Hades (1949)
- Welshing Guns (1949)
- That Pistol-Packin’ Preacher! (1949)
- Let the Guns Talk (1949)
- Ghost Range (1949)
- Reconnaissance Patrol (1949)
- Boothill Angel (1949)
- Top Hand Means Get Tough (1949)
- Cold Deck at Hell’s Creek (1949)
- High Road o Hell (1949)
- Private Manhunt (1949)
- Beaver Crossing (1950)
- My Claim Is Yours (1950)
- Brand of the Damned (1950)
- You Can Rest in Cheyenne (1950)
- Frontier Command (1950)
- Pilgrim With the Lonely Gun (1950)
- Cherokee Strip Range-Pirates! (1950)
- Girl Gun-Guard for the Devil! (1950)
- Suicide Assault (1950)
- His Last White Chip (1950)
- Death Before Sundown (1950)
- Star Buster (1950)
- Sudden Sleep Sixes (1950)
- One Very Good Amigo (1950)
- Baptism in Korea (1950)
- On the Dodge (1950)
- Justice Comes to Red Creek (1951)
- Part-Time Hero (1951)
- Bullet Bait at Sundown (1951)
- Queen of a Double-Cross Ranch (1951)
- Ambush (1951)
- No Man’s Hand (1951)
- Satan’s Step-Son (1952)
- The First of May (1952)
- Spring Campaign (1952)
- Baptist of Fire (1952)
- The Dude and the Derrick Man (1952)
- Mission to Montana (1952)
- Fighting Man Wanted! (1952)
- Nobody Loves a Lawman (1952)
- The Invaders (1952)
- A Dead Man Was Boss (1952)
- He’s No Manbreaking McCaffrey (1952)
- Stranger in Town (1952)
- Sixgun Wedding (1952)
- The Desperado (1954), version condensée du roman

## Adaptations

### Au cinéma
- 1954 : The Desperado, film américain de Thomas Carr, d’après le roman homonyme, avec Jimmy Lydon, dans le rôle de Tall Cameron, Wayne Morris et Beverly Garland.
- 1957 : Outlaw's Son, film américain de Lesley Selander, d'après le roman Le Fils du hors-la-loi (Gambling Man), avec Dane Clark et Ben Cooper.
- 1958 : Le Desperado des plaines (Cole Younger, Gunfighter), film américain de R. G. Springsteen, d'après la nouvelle The Desperado, avec Frank Lovejoy et James Best.

### À la télévision
- 1966 : Un nommé Kiowa Jones The Dangerous Days of Kiowa Jones, téléfilm américain de Alex March, d’après le roman homonyme, avec Robert Horton, Diane Baker et Sal Mineo.

## Référence
- Claude Mesplède et Jean-Jacques Schleret, SN Voyage au bout de la noire, Paris, Futuropolis, 1982, p. 13.